# Ольшанский, Николай Михайлович
Никола́й Миха́йлович Ольша́нский (род. 19 апреля 1939, ст. Драбово, Черкасская область, УССР) — советский и российский государственный деятель, предприниматель-миллионер, член Совета Федерации России от Воронежской областной думы (2011—2013). Депутат Государственной Думы России III—V созывов от партии «Единая Россия».

## Биография
- 1960—1973 — работал на Сумском регенераторном заводе: инженер, старший мастер, главный механик, главный инженер, директор (с 1967).
- 1973—1978 — второй секретарь Сумского горкома партии.
- 1978—1983 — секретарь, второй секретарь Сумского обкома партии.
- 1980—1981 — находился в Афганистане.
- 1983—1986 — заместитель заведующего отделом химической промышленности ЦК КПСС.
- 1986—1989 — министр по производству минеральных удобрений СССР.
- 1989—1992 — председатель правления Всесоюзной Государственной агрохимической ассоциации «Агрохим».
- С 1992 года — президент Российской агропромышленной компании «Росагрохим».
- С 1997 года — президент Союза российских производителей минеральных удобрений.
- С 1998 года — председатель совета директоров ОАО «Минудобрения».
- В декабре 1999 года избран в Государственную Думу от Павловского одномандатного округа и оставался депутатом в течение трёх созывов подряд.

С 2011 по 1 марта 2013 года — член Совета Федерации ФС РФ от Воронежской области, выдвинут региональным политсоветом партии «Единая Россия». Член Комитета Совета Федерации по аграрно-продовольственной политике и рыбохозяйственному комплексу (с 2 марта 2011 года).
Как писала пресса, через цепочку офшорных компаний Ольшанский владел кипрской компанией Yaibera Holdings Ltd, которой, в свою очередь, принадлежало россошанское ОАО «Минудобрения». В 2011 году миллиардер А. Ротенберг приобрёл завод, по разным оценкам, за 1,3 — 1,5 млрд долларов.
В 2019 году группа «Дон-Агро», принадлежащая Ольшанскому, продала «Мираторгу» единственный свой актив за пределами Черноземья —  крупное картофелеводческое хозяйство «Брянск-Агро».

## Состояние
Состояние Ольшанского оценивается в 750 млн долларов США. Занимает 132-е место в рейтинге богатейших бизнесменов России. В 2012 году с задекларированным семейным доходом 574 млн рублей занял 13-е место в рейтинге доходов российских чиновников, составленном журналом Forbes.
Вошел в рейтинг «200 богатейших бизнесменов России 2021», где занял 165 позицию с состоянием 750 млн долларов США.

## Награды и премии
- Орден «За заслуги перед Отечеством» III и IV степени
- два ордена Трудового Красного Знамени
- Орден «Знак Почёта»
- медали
- Почётный химик Российской Федерации
- Почётный гражданин города Россошь (Воронежская область)
- Лауреат национальной премии бизнес-репутации «Дарин» Российской Академии бизнеса и предпринимательства в 2005 г.
- Почётный гражданин Воронежской области (с 2014)